# Débora Cristina Guimarães
Débora Cristina Guimarães Rosa (Belém, 4 de abril de 1989) jogadora de basquete paralímpico brasileira.

## Biografia e carreira
Guimarães é natural de Belém, no Pará. Ela perdeu o movimento da perna esquerda com seis meses de idade. Acredita-se que o motivo tenha sido reação à uma vacina. Após quatro cirurgias, conseguiu aprender a andar, aos quatro anos.
Nos Jogos Parapan-Americanos de Guadalajara 2011 foi medalhista de bronze. No Prêmio Paralímpicos 2011, foi eleita a melhor atleta de basquete do ano. No Parapan de Lima 2019 foi bronze após derrotar a Argentina por 69 a 44 na disputa.
Na Copa América de Basquetebol em Cadeiras de Rodas de 2022, a seleção feminina foi bronze novamente.

## Principais conquistas
Copa América
- Bronze – 2022[2]

Jogos Parapan-Americanos
- Bronze – Guadalajara 2011[1][2]
- Bronze – Lima 2019[2]